# Cantonul Vigeois
Cantonul Vigeois este un canton din arondismentul Brive-la-Gaillarde, departamentul Corrèze, regiunea Limousin, Franța.

## Comune
- Estivaux
- Orgnac-sur-Vézère
- Perpezac-le-Noir
- Saint-Bonnet-l'Enfantier
- Troche
- Vigeois (reședință)